# Kõrboja peremees

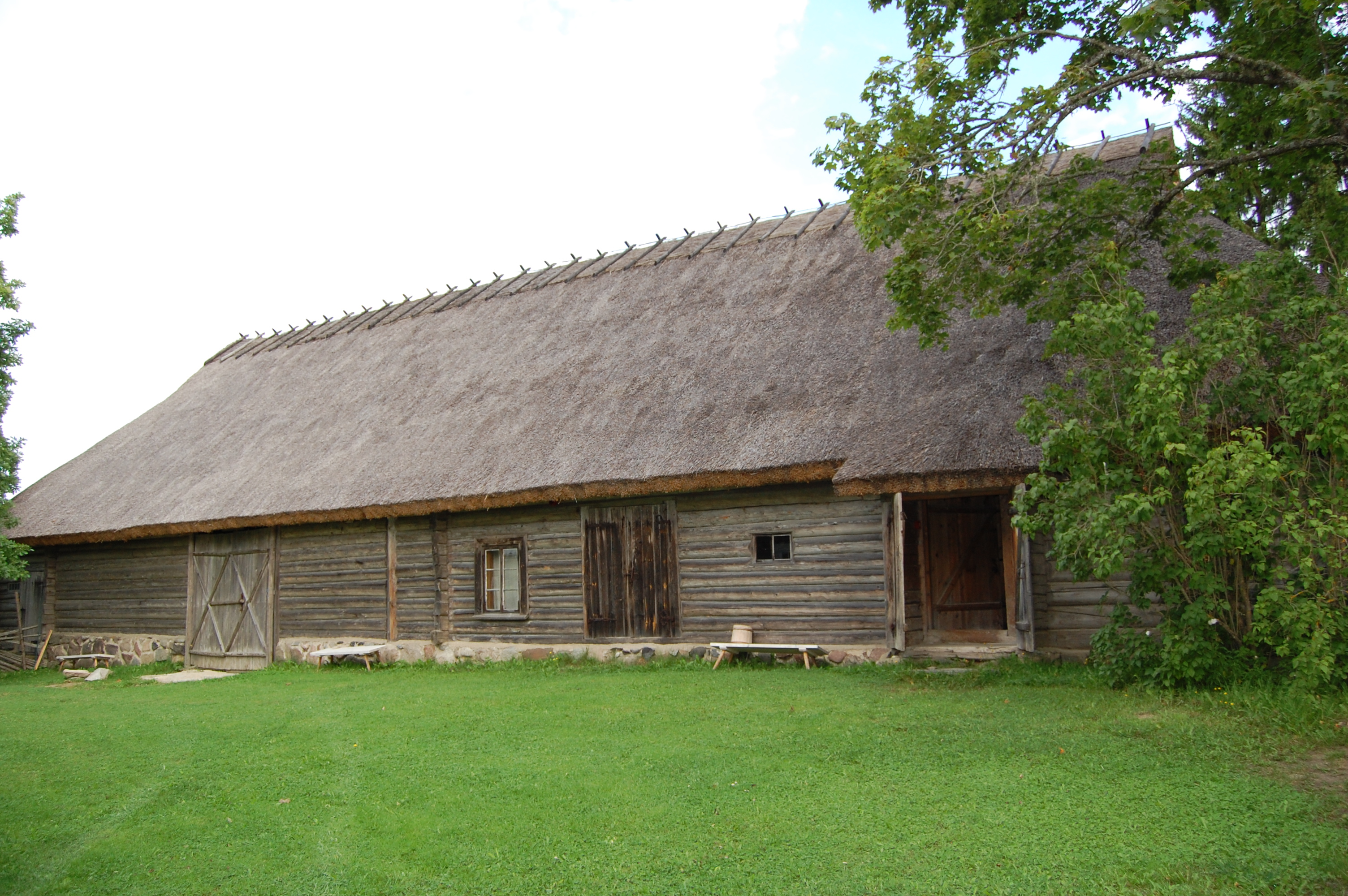
Anton Hansen-Tammsaares Geburtshaus

Kõrboja peremees (Der Hausherr auf Kõrboja) ist der Titel eines Romans des estnischen Schriftstellers Anton Hansen Tammsaare (1878–1940) aus dem Jahre 1922.

## Erscheinen
Anton Hansen Tammsaare hatte bereits zehn Bücher mit vorwiegend Kurzprosa und Erzählungen publiziert, als er 1922 seinen ersten Roman vorlegte. Dabei ist der Text mit rund 43.000 Wörtern kaum länger als einige der zuvor publizierten längeren Erzählungen, aber es war das erste Werk von Tammsaare, das im Untertitel explizit als Roman bezeichnet wurde.
Die Erstausgabe erschien 1922 im Tallinner Verlag „Maa“, 1926 erschien im Tartuer „Noor-Eesti“-Verlag die zweite Auflage. Danach folgten in regelmäßiger Folge Neuauflagen, die zehnte erfolgte 1980 als fünfter Band innerhalb der achtzehnbändigen Gesammelten Werke von Tammsaare, und auch danach wurde der Roman immer wieder neuaufgelegt.

## Handlung
Formal betrachtet handelt der Roman von zwei Bauernhöfen, von denen der eine wohlhabend und der andere ärmlich ist. Dies kommt in den sprechenden Namen der beiden zum Ausdruck, der gut situierte Hof trägt den (titelgebenden) Namen Kõrboja ('Wüstenbach'), der benachbarte, dahinvegetierende heißt Katku ('Pest'). Auf Kõrboja wirtschaftet die ledige Tochter des verwitweten Hofbauern, während der erbärmliche Katku-Hof von zwei knurrigen Alten geführt wird, die einen in ihren Augen charakterlich missratenen Sohn haben, der zu allem Überfluss durch einen Unfall in der Kindheit halbblind ist. Eingangs des Romans kommt dieser Villu genannte Sohn gerade von einer verbüßten Haftstrafe zurück. Zwischen ihm und der energischen Anna vom reichen Kõrboja-Hof besteht seit ihrer Kindheit eine freundschaftliche Beziehung, die sich nun ganz allmählich zu einer Liebesbeziehung ausweitet. Dies wird im Roman zunächst nur sparsam angedeutet, bis Anna Villu auffordert, zu ihm als Bauer auf den Hof zu kommen.
Problematisch ist in Villus Augen seine Beziehung zu einer gewissen Eevi, mit der er ein uneheliches Kind hat. Deswegen war sie seinerzeit vom Kõrboja-Hof fortgejagt worden. Nun fristet Eevi mit ihrer alten Mutter und ihrem Sohn ihr Dasein in einer Kate in der Nähe. Daher hält Villu sich der Liebe Annas nicht für würdig. Zwar hegt er vage Ideen, was eine mögliche Verbesserung des Bodens anbetrifft, aber er traut es sich letztendlich nicht zu, zumal er sich bei einem Spiel in der Johannisnacht auch noch den Arm verstümmelt hat. Lieber will er Eevi, die Mutter seines Kindes, heiraten und sich gegebenenfalls von ihr pflegen lassen. Anna bleibt jedoch hartnäckig und fordert ihn auf, nach Kõrboja zu kommen. Dem Druck ist Villu nicht gewachsen, und er setzt seinem Leben ein Ende. Schockiert von dieser Tat sieht Anna ihre Pläne durchkreuzt und verlässt den Hof. Sie will wieder zurück in die Stad, in der sie schon einmal ihr Glück versucht hat. Auf dem Weg dorthin stößt sie auf Eevi mit ihrem Sohn, die nach dem Tod ihrer Mutter das Wohnrecht in der Kate verloren hat und zur Bettlerin geworden ist. Nun besinnt Anna sich und nimmt beide auf dem Kõrboja-Hof auf. Ihrem Vater stellt sie den Sohn des toten Villu und der ehemaligen Magd Eevi als künftigen Herrn von Kõrboja vor.

## Rezeption und Bedeutung
Die Aufnahme des Romans war zunächst zwiespältig, neben Ablehnung gab es auch frühes Lob. Beispielsweise charakterisierte Friedebert Tuglas den Roman als das beste Werk des Jahres 1922. Mit zunehmender zeitlicher Distanz überwog aber das Lob, und heute wird der Roman als der „komplizierteste, aber auch poetischste Roman“ Tammsaares bezeichnet. 1937 fertigte Andres Särev eine Bühnenfassung des Romans an, 1979 ist er von Leida Laius verfilmt worden.
Tammsaare befasst sich in diesem Roman nur scheinbar mit der ländlichen Thematik und konzentriert sich auf die psychologische Beschreibung, wie er es auch in seinem späteren Werk immer wieder tut. Im Zentrum des Romans steht eine Frau, die schaltet und waltet und alle Entscheidungen herbeiführt, und so gesehen ist der Titel des Romans beinahe irreführend, denn der „Bauer“ von Kõrboja tritt erst als Kleinkind auf den letzten Seiten in Erscheinung. Dargestellt wird die Bäuerin auf Kõrboja, und damit hat der Autor eigentlich „der estnischen Frau als solcher, ein Denkmal gesetzt.“

## Übersetzungen

### Übersetzung ins Deutsche
Während der Roman relativ schnell in einigen benachbarten Länder übersetzt wurde (s. u.), dauerte es in Deutschland eine Weile, bis der Roman einen Verlag fand. Allerdings hatte der in Estland ansässige Übersetzer Arthur Behrsing bereits 1923 eine fünfseitige Probe des Romans veröffentlicht, die jedoch keine weiteren Folgen hatte.
Eine komplette Übersetzung erschien erst 1958 in der DDR:
- Anton Tammsaare: Der Bauer von Körboja. Übersetzt von Dr. Adolf Graf. Berlin: Rütten & Loening 1958. 258 S.

Laut Mitteilung des Übersetzers war die Aufnahme des Romans recht positiv, auch wenn der Autor in diesem Zusammenhang einmal versehentlich als „finnischer Schriftsteller“ bezeichnet und gemeinsam mit skandinavischer Literatur besprochen worden ist.

### Übersetzungen in andere Sprachen
- Lettisch: Meschstrautu saimneeks. T. Elīna Zālīte.  Rīga: Roses apg. 1925. 177 S.

- Finnisch: Korpiojan isäntä. Suom. Ida Grünthal. Helsinki: Werner Söderström 1929. 132 S.

- Ungarisch: Az erdőárki gazda. Ford. Bán Aladár. Gyoma: Kner Izidor Kiadása 1933. 214 S.; Neuübersetzung: Sötét sziklák. Ford. Bereczki Gábor. Budapest: Európa 1970. 192 S.

- Schwedisch: Husbonden på Körboja. Bemyndigad övers. från estniska av C. Mothander. Stockholm: Wahlström 1938. 216 S.

- Niederländisch: De boer van Körboja. Geautoriseerde vertaling naar het Estisch van Willem Arondéus. Amsterdam: Nederlandsche Keurboekerij n.v. 1941. 240 S.; ²1943.

- Litauisch: Kerbojos šeimininkas. Vertė E. Astramskas. Vilnius: Valstybinė grožines literatūros leidykla 1960. 231 S.

- Russisch: Романы : хозяин усадьбы Кырбоя. Я любил немку. Новый нечистый из пекла. Πеревод с эстонского О. Наэль, Н. Яворская, А. Соколов. Москва : Художественная литература, 1968. 664 S. (gemeinsam mit Ma armastasin sakslast und Põrgupõhja uus Vanapagan)

- Esperanto: La mastro de Kõrboja. Trad. Benita Kärt. Tallinn: Eesti Raamat 1976. 156 S.

- Bulgarisch: Стопанинът на Кърбоя. Πревод от естонски Дора Янева-Медникарова; издателство Бряг 2008. 152 S.

- Serbisch: 2013